# Dario Cioni

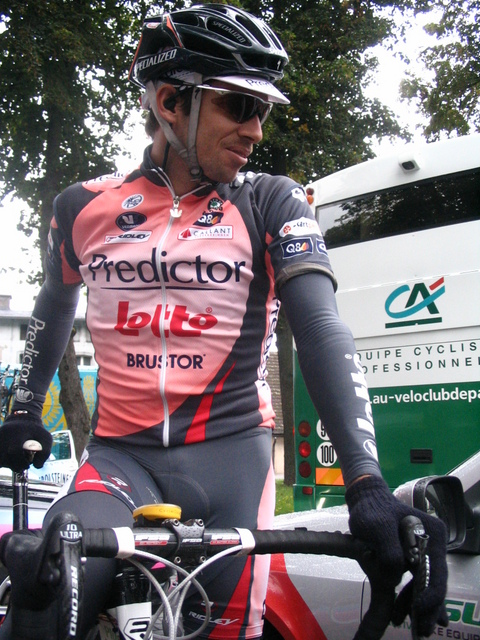
Dario Cioni under Polen runt 2007.

Dario David Cioni, född 2 december 1974 i Reading, Storbritannien, är en italiensk före detta professionell tävlingscyklist. Han tävlade säsongen 2009 för ISD-Danieli och har tidigare även också cyklat för UCI ProTour-stallet Predictor-Lotto. 2010–2011 cyklade han för det brittiska stallet Team Sky.

## Karriär
Cioni började sin professionell cykelkarriär som mountainbike-cyklist när han var 19 år. Han vann de italienska vintermästerskapen tidigt och tog andra platsen i både italienska cupen och de italienska mountainbikemästerskapen. Cioni gick över till landsvägscyklingen 2000 när han blev erbjuden ett kontrakt med Mapei, som skulle hjälpa Cioni att utvecklas. I början gjorde han det för att träna upp sig inför den olympiska mountainbiketävlingen, men när han inte blev utvald bestämde han sig för att helt sluta med mountainbike. 
Resultaten kom efter kort tid med Mapei-stallet och under sitt första proffsår vann Cioni etapper på Slovenien runt och Normandiet runt. Han vann även de italienska tempoloppsmästerskapen 2004. 2004 slutade Cioni också fyra sammanlagt i Giro d'Italia.
I oktober 2008 slutade Cioni trea på den italienska tävlingen Firenze-Pistoia efter Andrij Grivko och landsmannen Marco Pinotti. Några dagar senare blev det klart att Dario Cioni och vinnaren av tävlingen, Andrij Grivko, skulle tävla ihop med det italiensk-ukrainska stallet ISD-Danieli under säsongen 2009.
I början av 2009 vann Cioni, tillsammans med Oscar Gatto, Alessandro Proni, Maksim Belkov, Andrij Grivko, Leonardo Scarselli, Ian Stannard och Giovanni Visconti, etapp 1b, en lagtempoetapp, på Settimana Ciclistica Internazionale Coppi-Bartali. Cioni slutade på femte plats på etapp 1 och 3 av Slovenien runt. Han slutade tävlingen på fjärde plats bakom Jakob Fuglsang, Tomasz Nose och Domenico Pozzovivo. Han slutade även på fjärde plats på etapp 3 av den mexikanska tävlingen Vuelta Chihuahua Internacional bakom Rui Alberto Costa Faria, Gregorio Ladino och Óscar Sevilla. I tävlingens slutställning tog han hem fjärde platsen.

## Meriter
1997
Etapp 3b, Olympia's Tour
2000
Etapp 2, Slovenien runt
2004
1:a,  Nationsmästerskapen - tempolopp
3:a, Schweiz runt
5:a, Romandiet runt
2005
3:a Italienska mästerskapen - tempolopp
2006
6:a, Romandiet runt
2007
Etapp 1, Vuelta a Andalucía
2008
3:a, Firenze-Pistoia

## Stall
- Mapei mountainbike teams 1992–2000
- Mapei-Quick Step 2000–2002
- Fassa Bortolo 2003–2004
- Liquigas-Bianchi 2005–2006
- Predictor-Lotto 2007–2008
- ISD-Danieli 2009
- Team Sky 2010–2011